# Oplonia jujuyensis
Oplonia jujuyensis là một loài thực vật có hoa trong họ Ô rô. Loài này được Wassh. & C. Ezcurra mô tả khoa học đầu tiên năm 1993.